# Kahle Koppe
Die Kahle Koppe ist ein bewaldeter Berg im Thüringer Wald, östlich von Ruhla, im Wartburgkreis, in Thüringen. Er weist eine Höhe von 692 m ü. NN auf.
An seinen Hängen entspringen die Quellbäche des Erbstroms und der Emse.